# 유희 (제음왕)
제음왕 유희(濟陰王 劉熙, ? ~ ?)는 후한의 황족으로, 헌제의 아들이다.

## 생애
건안 17년(212년), 제음왕에 봉해졌다.
연강 원년(220년), 헌제가 조비에게 선양하여 후한이 멸망하였다. 유희는 열후로 폄작되었다.

## 출전
- 범엽, 《후한서》 권9 효헌제기

| 전임 (87년 전) 유보 | 후한의 제음왕 212년 9월 경술일 ~ 220년 10월 을묘일 | 후임 (후한 멸망) |